# هامبورگ (تنسی)
هامبورگ (به انگلیسی: Hamburg) یک منطقهٔ مسکونی در ایالات متحده آمریکا است که در شهرستان هاردین، تنسی واقع شده‌است. هامبورگ ۱۱۸٫۸۷ متر بالاتر از سطح دریا واقع شده‌است.